# Bobby Dutch
William Carr (Brooklyn, 21 aprile 1987) è un wrestler statunitense.
Ha militato nel circuito indipendente, con il ring name di Bill Carr.

## Carriera
Carr inizia ad allenarsi e debutta il 9 gennaio 2010 ad uno show della FTW Pro Wrestling a Ronkonkoma, nei pressi di New York, subendo una sconfitta in un match di coppia insieme a Joe Ettell contro Johnny Kashmere e Matt Walsh. Riceve subito un match per il FTW World Tag Team Title in squadra con Spazz ma i due perdono contro i campioni Jay Lover e Tommy Budz in un Triple Treath Tag che comprendeva anche Evan Karagius & Vinny The Guido. Il 24 aprile ottiene la sua prima vittoria battendo Jay Lover, ma il 29 maggio perde contro Jim Sullivan.

### WWE

#### Florida Championship Wrestling (2010 - 2011)
Pochi giorni dopo il suo debutto firma un contratto di sviluppo con la WWE e debutta il 1º luglio 2010 in un dark match, ma viene sconfitto da Wes Brisco. Fa il suo debutto televisivo il 29 luglio vincendo un six-man tag team match in squadra con Devin Allen e Lucky Cannon contro Eli Cottonwood, Jinder Mahal e Jackson Andrews. La settimana successiva combatte in un match singolo contro Eli Cottonwood ma viene sconfitto. Successivamente, cambia il suo ring name in Bobby Dutch. Nel suo primo match con questo nome, ottiene una vittoria insieme a Rudy Parker contro Cable Jones e Jinder Mahal. Il 19 agosto, durante i tapings FCW, compete in un mixed-tag team match in coppia con Aksana sconfiggendo Rudy Parker e AJ quando Dutch schiena Parker. Tuttavia, il 2 settembre subisce una sconfitta in un tag team match insieme a Xavier Woods contro Eli Cottonwood e Jackson Andrews. La settimana successiva, rinnova la partnership con Woods ottenendo una vittoria ai danni di Rhys Ali e Devin Allen. Ormai in coppia fissa con Woods, il 15 settembre sconfigge Jacob Novak e Jinder Mahal. Sempre la stessa sera, compete in un 8-man tag team match in squadra con Big E. Langston, Titus O'Neil e Xavier Woods ma viene sconfitto dal team formato da Brodus Clay, Eli Cottonwood, Jackson Andrews e Shad Gaspard.
Il 21 settembre, sempre in un 8-man tag team match, batte insieme a Conrad Tanner, Titus O'Neil e James Bronson il team di Ron Myers, Kenny Li, Cable Jones e Buck Dixon. Due giorni dopo, in un six-man tag team match insieme a Big E. Langston e Conrad Tanner, batte Roman Leakee, Fahd Rakman e Cable Jones. L'11 novembre, partecipa ad una battle royal a cinque uomini over the top rope insieme a Big E.Langston, Marcus Owens, Roman Leakee e Damien Sandow. Il 2 dicembre e il 17 dicembre subisce due sconfitte in match singoli rispettivamente contro Donny Marlow e Seth Rollins. Nel 2011, inizia un feud con il suo ex compagno di tag team Xavier Woods che culmina il 6 gennaio in uno scontro in cui è Woods a prevalere. Il 31 gennaio, Dutch viene sconfitto in un six-man tag team match in squadra con Byron Saxton e Conor O'Brian dal team di Percy Watson, Johnny Curtis e Tito Colon. Il 12 febbraio, perde un 8-man tag team match in squadra con Leo Kruger, Jinder Mahal e Chimaera contro la squadra formata da Monty Lynch, Tito Colon, Kenneth Cameron e Trent Baretta grazie allo schienamento di Baretta proprio su Dutch. Combatte anche il 24 marzo, perdendo contro Richie Steamboat. Nei tapings FCW del 17 marzo, affronta Kenneth Cameron, subendo una sconfitta mentre in quelli del 14 aprile, vince un 6-man tag team match insieme a Conor O'Brian e Jinder Mahal contro Buddy Stetcher, Big E Langston e Donny Marlow. Combatte ancora il 28 aprile, perdendo contro Roman Leakee. Il 19 maggio, perde contro Percy Watson.
Il 9 agosto 2011, la WWE licenzia Bobby Dutch.

### Circuiti Indipendenti (2011 - Presente)
Carr, dopo il licenziamento della WWE, torna a combattere nel circuito indipendente. Il 3 dicembre, debutta nella Fight the World Wrestling dove, insieme a Thorson Creed e Kurt Varis, perde un 6-man tag team match contro Jim Sullvan, Maifu e Saifu. All'evento ACW the New Era Has Begun, il 10 dicembre 2011, batte Tony Fatu. Combatte ancora il 7 gennaio 2012, all'evento ACE Redemption, battendo Nathan Banner a Wallington, nel New Jersey. Successivamente, batte Mark Shurman per squalifica. Il 19 febbraio, perde in coppia con Ken Scampi contro Sugar Dunkerton e Taka Suzuki. Il 25 febbraio, subisce la sua prima sconfitta dopo il ritorno nelle indy per mano di Jack Gallow. Il 9 marzo, debutta anche per la Pro Wrestling Syndicate, competendo in un Gauntlet Match insieme a Justin Corino e Nick Brubaker e The Big O, che si aggiudica la contesa. Il 16 marzo, ha una title shot al FTW Heavyweight Championship, titolo della Fight The World Wrestling, federazione nella quale debuttò nel 2010, ma il match contro il campione Jay Lover finisce in No Contest. Un altro match valido per il titolo, un 5-Man Match, vede trionfare Lover che conserva la cintura. Tuttavia, il 15 maggio, conquista il FTW World Tag Team Championship insieme a Jim Sullivan, sconfiggendo i Nigerian Nightmares, Maifu e Saifu. Il 5 maggio, sconfigge William Wyeth ad uno show dell'American Championship Entertainment e la settimana seguente, perde un 6-man tag team match in squadra con Smith James e Vince Steele contro Wyeth, Jack Gallow e Dan Maff. Il 1º giugno ad uno show della Northeast Wrestling, sconfigge Jay Freddie e, il giorno dopo, insieme a QT Marshall sconfigge Hale Collins & Nocturne. Il 9 giugno, ad uno show della Showcase Championship Wrestling, perde un 6-man tag team match insieme a Judas Young e Mo Sexton contro il Team composto da Danny Demanto, Dave Greco e Justin Corino. Il 7 luglio, difende insieme a Sullivan i titoli dall'assalto di Jimmy Cash e Ken Scampi. Il 27 luglio, ad un evento della Beyond Wrestling, partecipa ad un 8-man Captain tag team match in squadra con Dan Barry, Ken Scampi e il capitano Johnny Cockstrong sconfiggendo la squadra di RD Evans, Evan Gelistico, Gary Jay e Pierre Abernathy. Il 18 agosto, perde contro William Wyeth. Il 15 settembre, difende i titoli con Sullivan in un Fatal 4-Way Tag Team Match dall'assalto dei Demolition, Jimmy Cash & Kurt Varis e Ken Scampi & Nightmare. Il 22 ottobre, fa coppia con Jim Duggan, sconfiggendo Mr. TA e Jake Manning.

## Finisher e Trademarks Moves
- The Flying Dutchman (Suplex Brainbuster)
- Side-Walk Slam
- Running Leg Drop
- Running Powerslam
- Running Clothesline
- Middle Rope Leg Choke
- Shoulder Block
- Abdominal Stretch

## Titoli e riconoscimenti
Fight The World Wrestling
- FTW World Tag Team Championship (1 - con Jim Sullivan)

New York Wrestling Connection
- NYWC Tag Team Championship (1 - con Smith James)